# 제주지방검찰청
제주지방검찰청(濟州地方檢察廳)은 제주지방법원에 대응하여 항소사건에 대한 소송 유지 및 항고사건 처리와 행정소송을 비롯해 국가를 당사자로 하는 소송사건을 수행하고 진행을 돕기 위하여 설립된 대한민국 검찰청 광주고등검찰청 소속의 특별지방행정기관이다. 제주특별자치도 제주시 남광북5길 3에 위치하고 있다.

## 연혁
- 1945년 10월 12일 제주지방법원 검사국 설치 제주시 삼도1동 1045-1
- 1947년 1월 1일 제주지방검찰청으로 개칭
- 1949년 1월 1일 서기과, 회계과, 수사과 설치
- 1962년 8월 20일 사무국 설치
- 1962년 9월 3일 서기과,회계과 폐지하고 사건과 설치
- 1967년 10월 26일 서무과 설치
- 1972년 12월 23일 신청사 준공(연건평 875평, 대지 1,818평) 제주시 이도2동 950-1
- 1972년 12월 24일 신청사로 이전
- 1989년 1월 27일 부장검사 설치
- 1990년 10월 29일 집행과 설치
- 1997년 3월 1일 형사 제2부장검사 설치
- 1999년 8월 15일 신청사 준공 이전 (연건평 3,368평, 대지 2,577평) 제주시 이도2동 950-1
- 2014년 8월 13일 제주지검장 김수창 공연음란혐의로 체포됨.
- 2014년 8월 22일 김수창 혐의 인정 및 자수

## 조직

### 제주지방검찰청 검사장
차장검사
- 형사 제1부
- 형사 제2부
- 형사 제3부
- 사무국
  - 총무과
  - 사건과
  - 집행과
  - 수사과

## 관할 구역
- 2시: 제주시, 서귀포시

## 역대 제주지방검찰청 검사장
제 1 대 양홍기 1945년 10월 11일 ~ 1947년 7월 10일	

제 2 대 박종훈 1947년 7월 11일 ~ 1948년 7월 8일	

제 3 대 양홍기 1948년 7월 9일 ~ 1949년 7월 10일	

제 4 대 김형숙 1949년 7월 11일 ~ 1950년 7월 17일	

제 5 대 원복범 1950년 7월 18일 ~ 1951년 9월 18일	

제 6 대 윤준영 1951년 9월 19일 ~ 1952년 7월 17일	

제 7 대 허만호 1952년 7월 18일 ~ 1954년 5월 4일	

제 8 대 김창욱 1954년 5월 5일 ~ 1955년 6월 10일	

제 9 대 주운화 1955년 7월 21일 ~ 1955년 10월 26일	

제 10 대 원택연 1955년 10월 29일 ~ 1960년 5월 26일	

제 11 대 강용권 1960년 5월 27일 ~ 1960년 6월 30일	

제 12 대 유태영 1960년 7월 1일 ~ 1960년 9월 23일	

제 13 대 이선중 1960년 9월 24일 ~ 1961년 4월 10일	

제 14 대 송의근 1961년 4월 11일 ~ 1962년 4월 10일	

제 15 대 최찬식 1962년 4월 11일 ~ 1964년 3월 16일	

제 16 대 강의석 1964년 3월 17일 ~ 1965년 9월 30일	

제 17 대 김병기 1965년 10월 1일 ~ 1967년 10월 12일	

제 18 대 이근수 1967년 10월 13일 ~ 1969년 4월 30일	

제 19 대 이택규1969년 5월 1일 ~ 1970년 8월 3일	

제 20 대 김병영 1970년 8월 4일 ~ 1971년 8월 25일	

제 21 대 장석례 1971년 8월 26일 ~ 1973년 4월 5일	

제 22 대 염경환 1973년 4월 6일 ~1976년 2월 28일	

제 23 대 정창훈 1976년 3월 1일 ~1977년 2월 16일	

제 24 대 김달형 1977년 2월 17일 ~ 1978년 2월 10일	

제 25 대 류태선 1978년 2월 11일 ~ 1980년 6월 8일	

제 26 대 신현정 1980년 6월 9일 ~ 1980년 7월 9일	

제 27 대 송병철 1980년 7월 28일 ~ 1981년 4월 26일	

제 28 대 김양균 1981년 4월 28일 ~ 1982년 6월 17일	

제 29 대 허은도 1982년 6월 18일 ~ 1983년 7월 31일	

제 30 대 조성욱 1983년 8월 1일 ~ 1985년 3월 4일	

제 31 대 김형표 1985년 3월 5일 ~ 1986년 5월 1일	

제 32 대 변재일 (법조인) 1986년 5월 2일 ~ 1987년 6월 7일	

제 33 대 정성진 1987년 6월 8일 ~ 1988년 8월 24일	

제 34 대 김기석 1988년 8월 25일 ~1990년 3월 26일	

제 35 대 김택수 (법조인) 1990년 3월 27일 ~ 1991년 7월 31일	

제 36 대 신창언 1991년 8월 1일 ~ 1992년 7월 28일	

제 37 대 최명선 1992년 7월 29일 ~ 1993년 3월 16일	

제 38 대 이원성 1993년 3월 17일 ~ 1993년 9월 20일	

제 39 대 김병학 1993년 9월 21일 ~ 1994년 9월 15일	

제 40 대 이재신 1994년 9월 16일 ~ 1995년 9월 19일	

제 41 대 이광수 1995년 9월 20일 ~ 1997년 1월 22일	

제 42 대 박주환 1997년 1월 23일 ~1997년 8월 13일	

제 43 대 한광수 1997년 8월 14일 ~ 1999년 6월 8일	

제 44 대 김영진 1999년 6월 9일 ~ 2000년 7월 14일	

제 45 대 조규정 2000년 7월 15일 ~ 2001년 5월 30일	

제 46 대 윤종남 2001년 5월 31일 ~ 2002년 2월 7일	

제 47 대 김진관 2002년 2월 8일 ~ 2002년 7월 3일	

제 48 대 김상희 2002년 7월 9일 ~ 2003년 3월 12일	

제 49 대 채수철 2003년 3월 13일 ~ 2004년 5월 31일	

제 50 대 명동성 2004년 6월 1일 ~ 2005년 4월 7일	

제 51 대 경대수 2005년 4월 8일 ~ 2006년 2월 5일	

제 52 대 김상봉 2006년 2월 6일 ~ 2007년 3월 4일	

제 53 대 정진영 2007년 3월 5일 ~ 2008년 3월 10일	

제 54 대 박영관 2008년 3월 11일 ~ 2009년 1월 18일	

제 55 대 김정기 2009년 1월 19일 ~ 2009년 8월 11일	

제 56 대 이득홍 2009년 8월 12일 ~ 2010년 7월 14일	

제 57 대 이건리 2010년 7월 15일 ~2011년 8월 21일	

제 58 대 박성재 2011년 8월 22일 ~2012년 7월 17일	

제 59 대 백종수 2012년 7월 18일 ~ 2013년 4월 9일	

제 60 대 이명재 (법조인) 2013년 4월 10일 ~ 2013년 12월 23일	

제 61 대 김수창 2013년 12월 24일 ~ 2014년 8월 20일	

제 62 대 박정식 2014년 8월 25일 ~ 2015년 2월 10일	

제 63 대 조희진 2015년 2월 11일 ~ 2015년 12월 23일	

제 64 대 이석환 2015년 12월 24일 ~ 2017년 7월 31일	

제 65 대 윤웅걸 2017년 8월 1일 ~ 2018년 6월 21일

제 66 대 송삼현 2018년 6월 22일 ~ 2019년 7월 30일	

제 67 대 조재연 2019년 7월 31일 ~ 2020년 1월 12일 

제 68 대 박찬호 2020년 1월 13일 ~ 2021년 6월 10일 

제 69 대 이원석 2021년 6월 11일 ~ 2022년 5월 22일 

제 70 대 박종근 2022년 5월 23일 ~ 2022년 6월 26일 

제 71 대 이근수 2022년 6월 27일 ~ 2023년 7월 14일 

직무대리 강대권 2023년 7월 14일 ~ 2023년 9월 6일 

제 72 대 노만석 2023년 9월 7일 ~ 2024년 5월 13일 

제 73 대 장동철 2024년 5월 13일 ~ 2025년 7월 29일 

제 74 대 정수진 2025년 7월 29일 ~ 

## 사건·사고 및 논란

### 대한민국 최초 여성 지방검찰청 검사장 배출
2015년 2월 11일 법무부는 검사장급 이상 검찰 고위간부 46명에 대한 승진 및 전보 인사를 단행했다. 제주지방검찰청 검사장에 사법연수원 19기 조희진 서울고등검찰청 차장검사를 제주지방검찰청 검사장으로 전보해 1948년 대한민국 검찰 창설 이래 67년 만에 최초의 여성 지방검찰청 검사장이 배출되었다.
이에 대해 법무부는 “조희진 검사장은 검찰 내에서 여성검사들의 역할과 위상을 대표하면서 롤모델의 역할을 충실히 해 왔으며, 일선 지방검찰청 검사장으로서도 그 능력과 경험을 십분 발휘할 것으로 기대된다”고 기대감을 표시했다.
조희진 제주지방검철청 검사장은 취임식을 마친 뒤 열린 기자 간담회에서 “여성 최초라는 수식어가 항상 따라다녀 부담스럽다”고 운을 뗐다. 그러면서 “여성 기관장에 중용돼 책임이 무겁다. 모두에게 귀감이 되는 지방검찰청 검사장이 되도록 하겠다”고 포부를 밝혔다. 충청남도 예산군에서 태어나 고려대학교 법과대학을 졸업한 그녀는 1990년 검사에 임용됐다. 조배숙 전 국회의원, 임숙경 변호사가 1982년 여검사로 임용됐지만 4~5년 만에 판사로 전직해 여검사가 전무했던 시절이었다. 당시 많은 법조인들이 “여자가 검찰에서 버틸 수 있겠느냐”고 했으나 그녀는 사법연수원 19기 여성 가운데 홀로 검찰에 지원했다.
한편 2015년 기준으로 여성검사는 전체 검사의 약 26.8%인 530명이다.

## 같이 보기
- 제주지방법원